# Mimi (filme)
Mimi (Brasil: Mimi / Portugal: Boémia) é um filme do Reino Unido dirigido por Paul L. Stein. Lançado em 1935, foi protagonizado por Douglas Fairbanks Jr., Gertrude Lawrence e Diana Napier.